# فؤاد حسن حجازي
فؤاد حسن حجازي ولد في صفد- فلسطين عام 1904 - وأعدم في 17 يونيو 1930. مناضل فلسطيني من ثوار ثورة البراق . تلقى دراسته الابتدائية في مدينة صفد ثم الثانوية في الكلية الإسكتلندية واتم دراسته الجامعية في الجامعة الأمريكية في بيروت.
شارك فؤاد حسن حجازي مشاركة فعالة في مدينته في ثورة البراق التي عمت أنحاء فلسطين عقب أحداث البراق سنة 1929 وقتل وجرح فيها مئات الأشخاص وقد اقرت حكومة الانتداب البريطاني على فلسطين حكم الإعدام على كل من:
- فؤاد حسن حجازي
- محمد خليل جمجوم
- عطا الزير

كان فؤاد حسن حجازي الأول من بين المحكومين الثلاثة الذين اعدمتهم سلطات الانتداب البريطاني في يوم 17 يونيو 1930، بسجن القلعة بمدينة عكا، وأصغرهم سنًا. قد قدم الشاعر الشعبي نوح إبراهيم مرثية للمحكومين الثلاثة وقد غنتها فرقة العاشقين ما زالت مشهورة لدى الفلسطينيين.
ولعل خير من خلّد شهداء الثلاثاء الحمراء هو الشاعر الفلسطيني إبراهيم طوقان بقصيدته الرائعة:
"الثلاثاء الحمراء"
لمّــا تَعَرضَ نَجْمُـك المنحوسُ
وتر َّنحت بعُرى الحبالِ رؤوسُ
ناح الأَذانُ وأعولَ النــاقوسُ
فالليل أكدرُ، والن َّهارُ عَبوسُ
طَفِقَتْ تثورُ عواصفُ وعــواطفُ
والموتُ حيناً طائفُ أو خـاطفُ
والمِعْولُ الأَبديّ يُمْعِن في الثرى
```
لِيرد َّهـمْ في قلبِهــا المتحـجرِ 
* * *

يومٌ أطــل َّ على العصور الخاليَه

ودعا : أمر َّ على الورى أمثاليَهْ ؟
```

فأجابَهُ يومٌ : أجلْ أنا روايَه
```
لمحــاكم الت َّفتيش، تلكَ الباغِيَه
```

ولقــد شهدتُ عجائباً وغرائباً
لكن َّ فيــكَ مصـائباً ونوائباً
لم ألْقَ أشباهاً لهـا في جورْهِا
```
فاسأل سواي وكم بها مِنْ منكَرِ 
* * *
```

وإذا بيــومٍ راسفٍ بقيودِهِ
```
فأجابَ، والتاريخُ بعضُ شهودهِ:
```

أنظر إلى بيضِ الرّقيق وسودِهِ
مَنْ شاءَ كانوا مُلكَهُ بنقــودِهِ
بشرٌ يُباعُ ويُشترى فتحررّا
ومشى الزّمانُ القهقرى فيما أرى ...
فسمعتُ مَنْ منعَ الرّقيقَ وبَيْعَـهُ
نادى على الأَحرارِ يا مَنْ يشتري!
وإذا بيـومٍ حالكِ الجِلبْـابِ
```
مُتَرّنـحٍ من نَشْوةٍ الأَوْصابِ
```

فأجابَ : كلاّ ، دون ما بكَ ما بي
```
أنا في رُبى (عاليه) ضاع شبابي
```

وشهدتُ للسفّاح ما أبكى دما
ويلٌ له ما أظلما لكنما ...
لم ألْقَ مِثْلَكَ طالعاً في روعـةٍ
```
فاذهبْ لعلّكَ أنتَ يَومُ المحشرِ 
* * *
(اليومُ) تُنكرهُ اللّيالي الغـابره
```

```
وتظلّ تَرْمقُه بعينٍ حــائره
```

عجباً لأَحكام القضاءِ الجــائرهْ
```
فأخفّها أمثالُ ظُلمٍ سائـره
```

وطن يسيرُ إلى الفناءْ بلا رجاءْ
والداءُ ليس لهُ دواءْ إلاّ الإباءْ
إن َّ الإباءُ مناعةٌ ، إن تَشْتَـمِلْ
```
نفسٌ عليه تَمُتْ ولم َّا تُقهرِ

* * * 
```

الكل ُّ يرجو أن يُبكّرَ عَفْـوُهُ
```
نَدْعو له ألاّ يُكَدّرَ صفوُهُ ..!
```

إنْ كان هذا عطفُهُ وحُنُوُّهُ ...
```
عاشتْ جلالَتُهُ وعاشَ سُموّهُ ..!
```

حَمَلَ البريدُ مُفصّلا ما أُجملا
هلا َّ اكتفيتَ توسّلا وتسوّلا
والموتُ في أخــذِ الكلامِ وردّهِ
```
فخذِ الحياةَ عن الطّريقِ الأَقصرِ 
* * *
```

ضاق البريدُ ومـا تغيّرَ حالُ
والذّلّ بين سطورِنـا أشكـالُ
خُسْرانُنــا الأَرواح والأَموالُ
```
وكرامةٌ - يا حسرتا - أسمالُ
```

أوَ تُبصرون وتسألونْ ماذا يكونْ ؟!
إن َّ الخداعَ له فنونْ مِثْلَ الجنونْ
هيهاتَ ، فالنفسُ الذليلةُ لو غَدَتْ
```
مخلوقةً من أعينٍ لم تُبْصرِ! 
* * *
```

إني لشاكٍ صوتُه أنْ يُسْمَـعا
إني لباكٍ دمعهُ أنْ يَنفعـا
صخرٌ أحس َّرجاءَنا فتصدّعا
```
وأتى الرجاءُ قلوبَهم فتقطّعا. .
```

لا تعجبوا، فمن الصخورْ نبعٌ يفورْ
ولهم قــلوبٌ كالقبور بلا شعورْ
لا تلتمسْ يوماً رجاءً عندَ مَنْ
```
جرّبْتَهُ فوجدتَهُ لم يَشْعُرِ 
* * *
```

الساعات الثلاث
الساعة الأولى
أنا ساعةُ النفسِ الأبيّة, الفضـلُ لي بالأسبقية
أنا بِكْرُ ساعـات ثلاثٍ كلها رمزُ الحمية
بِنْتُ القضيةِ إن َّ لي أثراً جليلاً في القضية
أَثرَ السّيوف المشْرَفيّــَةِ والرماحِ الزاغبـية
أودعتُ في مُهجِ الشبيبةِ نفْحــةَ الرّوح الوفـية
لا بــد َّمن يوم لهم يَسْقي العدا كأسَ المنيـه
قسماً بروح (فؤاد) تصعدُ من جوانـحِهِ زكيـه
تأتي السماءَ حفيــةً فتحلّ جنتَها العـليّــَه
ما نـال مرتبـةَ الخلودِ بغيْرِ تضحيــةٍ رضيـه
عاشتْ نفوسٌ في سبيلِ بلادِهـا ذهبتْ ضحية

الساعة الثانية
أنا ساعةُ الرجل العتيدِ أنا ساعةُ البأسِ الشـديدِ
أنا ساعـةُ الموت المشـر ِّفِ كل َّذي فعلٍ مجيدٍ
بطَلي يُحطّمُ قيدَهُ - رمزاً لتحطـيم القيـودِ
زاحمتُ مَنْ قَبْلي لأَسبِقَها إلى شَرَفِ الخـلودِ
وقَدَحْتُ في مُهَجِ الشبابِ شرارةَ العزمِ الوطيدِ
هيهاتَ يُخدَعُ بالوعودِ ، وأن يُخـدّرَ بالعهودِ
قسماً بروحِ (محمد) : تَلْقى الردى حُلْوَ الورودِ
قسماً بأُمّكَ عنـد موتِكَ وهي تهتفَ بالنّشيدِ
وترى العزاءَ عَنْ ابنِها في صيتِهِ الحسنِ البعيدِ
مــا نال مَنْ خدمَ البلادَ أَجل َّ من أجْرِ الشهيدِ

الساعة الثالثة
أنا ساعةُ الرّجل الصّبور أنا ساعةُ القلبِ الكبيرِ
رمزُ الثّباتِ إلى النهاية في الخـطيرِ من الأُمور
بطَلي أشدّ على لقـاءِ الموتِ من صُم ِّالصّخورِ
جذلان يرتقبُ الردى فاعجبْ لموتٍ في سرورِ
يَلْقى الإله( مُخَضّبَ الكفيْن )في يومِ النّشورِ
صَبْرُ الشبابِ على المصابِ وديعتي ملءُ الصّدورِ
أنْذرتُ أعـداءَ البـلادِ بشـرّ ِيومٍ مُستطـيرٍ
قسماً بروحك يا ( عطاء ) وجنةِ الملِكِ القديرِ
وصغارِكَ الأشبالِ تبكي الل َّيثَ بالدّمعِ الغزيرِ
ما أنقذَ الوطنَ المفدى غيرُ صبّارٍ جَسورٍ
الخاتمة
الأبطال الثلاثة
أجسادهُم في تربة الأَوطانِ
```
أرواحُهُم في جنةِ الرّضْوانِ
```

وهناكَ لا شكوى من الطغيانِ
```
وهناك فيْضُ العفْوِ والغفرانِ
```

لا ترْجُ عفواً من سواهْ هوالإلهْ
وهوَ الذي ملكَتْ يداهْ كل َّجاهْ
جَبَرُوتُه فوقُ الذين يغرّهْم
```
جَبَرُوتُهمْ في برّهمْ والأَبحرِ
```

## رسالة
وقد سمح له أن يكتب لأهله رسالة في اليوم السابق لموعد الإعدام فكتب وصيته وبعث بها إلى صحيفة اليرموك فنشرتها يوم 18-06-1930 بخط يده وتوقيعه وقد قال في ختامها:
| فؤاد حسن حجازي | إنَّ يوم شنقي يجب أن يكون يوم سرور وابتهاج وكذلك يجب إقامة الفرح والسرور في يوم 17 حزيران من كل سنة، إن هذا اليوم يجب أن يكون يومًا تاريخيًا تلقى فيها الخطب وتنشد الأناشيد على ذكرى دمائنا المهراقة في سبيل فلسطين والقضية العربية. | فؤاد حسن حجازي |